# William Hale (inventor)
William Hale (21 de octubre de 1797 - 30 de marzo de 1870), fue un inventor británico, pionero en el diseño de cohetes.

## Biografía

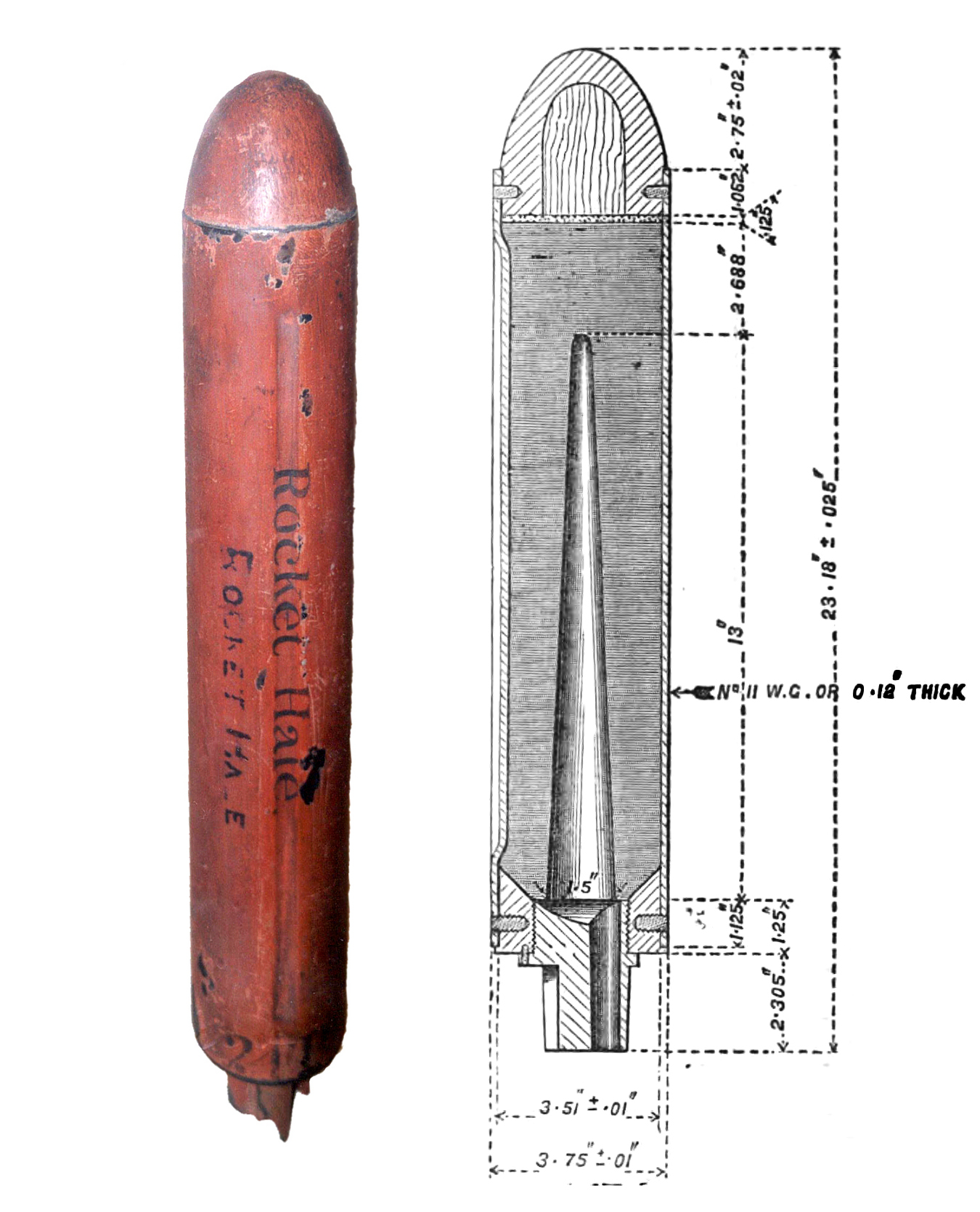
Plano de un cohete Hale

Hale nació en Colchester, Inglaterra en 1797. Fue autodidacta, a pesar de que se piensa que su abuelo, el educador William Cole, pudo haberle instruido. En 1827 obtuvo su primera patente; y fue el ganador de una Medalla de Oro de primera clase de la Royal Society of Arts en París por su artículo sobre un barco que utilizaba de forma temprana un sistema de propulsión a chorro.

## Cohetería
En 1844, Hale patentó una forma nueva de cohete rotativo que mejoraba el anterior diseño de cohete de Congreve. Hale eliminó del diseño la varilla estabilizadora, sustituyéndola por un sistema de toberas laterales que proporcionaban un movimiento de rotación al cuerpo del cohete, mejorando su estabilidad en vuelo.
Estos cohetes podrían pesar hasta 60 libras (unos 27 kg) y eran reconocibles por el ruido que producían y por un intenso fogonazo en el momento de la ignición.
Los cohetes Hale fueron utilizados por primera vez por el Ejército de Estados Unidos en el conflicto mexicano-estadounidense de 1846-1848. A pesar de que el Ejército Británico experimentó con estos cohetes durante la Guerra de Crimea, no se adoptaron oficialmente hasta 1867.

## Eponimia
- El cráter lunar Hale lleva este nombre en su memoria, honor compartido con el astrofísico estadounidense del mismo apellido George Ellery Hale (1868-1938).